# Bięcino
Bięcino (deutsch Benzin; kaschubisch Bicëno) ist ein Dorf im Powiat Słupski  (Stolper Kreis) der polnischen Woiwodschaft Pommern und gehört zur Landgemeinde Damnica (Hebrondamnitz).

## Geographische Lage
Das Dorf liegt in Hinterpommern, auf einer ebenen Grundmoränenfläche, etwa 
zwölf Kilometer nordöstlich von Słupsk (Stolp). 

## Geschichte
In Urkunden aus den Jahren 1409, 1523 und 1537 kommt die Ortsbezeichnung Bentzin vor.
Seiner historischen Dorfform nach ist das Dorf ein kleines Gassendorf. Im Jahre 1485 war es im Besitz derer von Schwave und 1529 zur Hälfte im Besitz der Stojentins. Dann wurde es ein Wobesersches und schließlich ein von Puttkamersches Lehen. 1686 kaufte Georg Lorenz von Puttkamer Deutsch Karstnitz (1938–45 Karstnitz) und Benzin von den Hebrons.
Um 1782 hatte Benzin ein Vorwerk, vier Bauernstellen, zwei Kossäten und neun Feuerstellen (Haushaltungen). 
Am 1. April 1927 hatte das Gut Benzin eine Flächengröße von 787 Hektar, und am 16. Juni 1925 hatte der Gutsbezirk 201 Einwohner. Am 30. September 1928 wurde der Gutsbezirk Benzin in die Landgemeinde Benzin eingegliedert.  Das zuletzt 769 Hektar große Rittergut mit Vorwerk Tulemeiershof hatte 393 Hektar Ackerfläche und 356 Hektar Wald. Die letzten Besitzer des Guts waren Ulrich von Puttkamer (bis 1942) und Bogislaw von Puttkamer (bis 1945).
Im Jahr 1925 standen im Dorf 66 Wohngebäude. Die Gemeindefläche betrug insgesamt 1124 Hektar. 1933 lebten hier 418 Einwohner, 1939 wurden 93 Haushaltungen und 421 Einwohner gezählt.
Bis 1945 gehörte Benzin zum Landkreis Stolp im Regierungsbezirk Köslin der preußischen Provinz Pommern des Deutschen Reichs. Das Dorf Benzin war dem Amtsbezirk Hebrondamnitz zugeordnet.
Gegen Ende des Zweiten Weltkriegs wurde das Dorf Benzin am 8. März 1945 von der Roten Armee besetzt. Nach Beendigung der Kampfhandlungen wurde die Region zusammen mit ganz Hinterpommern seitens der sowjetischen Besatzungsmacht der Volksrepublik Polen zur Verwaltung überlassen. Das Dorf Benzin wurde unter der polonisierten Ortsbezeichnung ‚Bięcino‘ verwaltet. Ab Juni 1945 wurde die deutsche Bevölkerung von der polnischen Administration vertrieben. Das Gut behielt die sowjetische Armee bis Juli 1946 in eigener Verwaltung. Später wurden in der Bundesrepublik  Deutschland 200 und in der DDR 100 aus Benzin vertriebene Dorfbewohner ermittelt.
Der Ort ist heute Teil der Landgemeinde Damnica im Powiat Słupski in der Woiwodschaft Pommern (1975–98 Woiwodschaft Słupsk). Hier leben 220 Einwohner.

## Kirche
Vor 1945 waren alle Bewohner in Benzin evangelisch. Der Ort gehörte zum Kirchspiel Dammen im Kirchenkreis Stolp im Ostsprengel der Kirchenprovinz Pommern der Kirche der Altpreußischen Union.
Die seit 1945 und Vertreibung der einheimischen Dorfbewohner anwesende polnische Einwohnerschaft ist fast ausnahmslos katholisch. Das Dorf gehört zur Pfarrei Zagórzyca (Sageritz) im Dekanat Główczyce (Glowitz) im Bistum Pelplin der Katholischen Kirche in Polen. Hier lebende evangelische Kirchenglieder sind der Kreuzkirchengemeinde in Słupsk (Stolp) in der Diözese Pommern-Großpolen der Evangelisch-Augsburgischen Kirche in Polen zugeordnet.

## Verkehr
Das Dorf ist acht Kilometer von Mianowice (Mahnwitz) an der Landesstraße 6 (ehemalige deutsche Reichsstraße 2, heute auch Europastraße 28) entfernt, und die Kreisstadt ist auf einer Nebenstraße über Rogawica (Roggatz) und Jezierzyce (Jeseritz) in 16 Kilometern zu erreichen. 
Bahnanschluss besteht über das fünf Kilometer entfernte Damnica (Hebrondamnitz) an der Bahnstrecke Stargard in Pommern – Danzig.

## Persönlichkeiten des Ortes
- Martin Zoschke (1926–2020), deutscher Pflanzenbauwissenschaftler, geboren in Benzin
- Georg Henning von Puttkamer (1727–1814), königlich-preußischer Generalleutnant und Gutsherr zu Benzin